# 野原廣志 午餐的流派
《野原廣志 午餐的流派》是日本漫畫家塚原洋一創作、臼井儀人擔任原作和角色原作的料理漫畫，是《蠟筆小新》的官方衍生漫畫。2015年12月4日至2023年12月5日在《漫畫TOWN》連載，之後於2024年1月起在「漫畫蠟筆小新.com」繼續連載。
2025年3月12日，宣佈獲改編為電視動畫，預定於2025年10月起在BS朝日播出，由DLE製作。

## 登場人物

### 原作人物

#### 野原家
野原廣志（聲：森川智之）
本作男主角。35歲，雙葉商事營業二課股長。
廣志四處行商、應酬交際時，不忘品嘗當地小眾美食。
野原新之助
廣志的兒子。5歲。
野原美冴
廣志的妻子。29歲。
野原向日葵
廣志的女兒。0歲。
小白
廣志的愛犬。

#### 野原家的親屬
小山義治
美冴的父親、小新與小葵的外公。63歲，現居九州熊本縣阿蘇市。
野原銀之介
廣志的父親、小新與小葵的爺爺。65歲。現居秋田縣大仙市。

#### 雙葉商事
川口
廣志的部下。
部長
廣志的上司。
草加由美
廣志的部下。

### 本作人物
小遙
女大學生，時常各大餐飲店打工賺錢。
店長
經營「COFFEE 向日葵」的喫茶店，有點年紀的店長。

## 出版書籍
| 卷數 | 雙葉社         | 雙葉社                 |
| 卷數 | 發售日期       | ISBN                   |
| ---- | -------------- | ---------------------- |
| 1    | 2016年10月22日 | ISBN 978-4-575-84866-3 |
| 2    | 2017年5月12日  | ISBN 978-4-575-84971-4 |
| 3    | 2017年12月12日 | ISBN 978-4-575-85076-5 |
| 4    | 2018年7月12日  | ISBN 978-4-575-85186-1 |
| 5    | 2019年2月12日  | ISBN 978-4-575-85271-4 |
| 6    | 2019年9月12日  | ISBN 978-4-575-85350-6 |
| 7    | 2020年8月20日  | ISBN 978-4-575-85484-8 |
| 8    | 2021年4月12日  | ISBN 978-4-575-85564-7 |
| 9    | 2021年12月9日  | ISBN 978-4-575-85667-5 |
| 10   | 2022年9月12日  | ISBN 978-4-575-85757-3 |
| 11   | 2023年6月12日  | ISBN 978-4-575-85852-5 |
| 12   | 2024年5月10日  | ISBN 978-4-575-85965-2 |
| 13   | 2025年3月13日  | ISBN 978-4-575-86069-6 |

## 外部連結
- 漫畫官方網站 （日語）

電視動畫
- 電視動畫官方網站 （日語）
- 電視動畫官方的X（前Twitter） （英文）